# McLain Ward
McLain Ward (n. 17 octombrie 1975, Brewster⁠(d), Comitatul Putnam, New York, New York, SUA) este un sportiv ce a reprezentat Statele Unite ale Americii, medaliat olimpic. A participat la 5 ediții ale Jocurilor Olimpice (2004, 2008, 2012, 2016, 2020) în care a câștigat două medalii de aur și o medalie de argint.